# Compsoptera simplex
Compsoptera simplex är en fjärilsart som beskrevs av Butler 1879. Compsoptera simplex ingår i släktet Compsoptera och familjen mätare. Inga underarter finns listade i Catalogue of Life.